# Zale insuda
Zale insuda är en fjärilsart som beskrevs av Smith 1909. Zale insuda ingår i släktet Zale och familjen nattflyn. Inga underarter finns listade i Catalogue of Life.